# Jacques Chevallier (nhà luật học)
Jacques Chevallier (sinh 1943) hiện là giáo sư tại Đại học Paris II (còn có tên là Đại học Panthéon-Assas). Sau khi thành lập và điều hành trung tâm nghiên cứu về chính trị và hành chính mang Picardie tại Amiens, từ năm 1999 đến nay ông quản lý Trung tâm đào tạo và nghiên cứu khoa học hành chính của Đại học Paris II.
Ông là thành viên của hội đồng biên tập và khoa học của nhiều tạp chí khoa học, ông cũng đồng thời là tác giả của nhiều ấn phẩm trong lĩnh vực luật công, khoa học hành chính và chính trị, lý thuyết về nhà nước pháp quyền. Các ấn phẩm mới nhất của ông gồm:
- "Khoa học hành chính" (in lần thứ 4, năm 2007),
- "Dịch vụ công" (in lần thứ 6, năm 2005),
- "Nhà nước hậu hiện đại" (in lần 2 năm 2004",
- "Nhà nước pháp quyền" (in lần 4, năm 2003)...